# Akademia Łomżyńska
Akademia Łomżyńska (wcześniej Państwowa Wyższa Szkoła Informatyki i Przedsiębiorczości w Łomży, Akademia Nauk Stosowanych w Łomży) – polska publiczna szkoła wyższa z siedzibą w Łomży. Uczelnia utworzona została 1 lipca 2004 na podstawie rozporządzenia Rady Ministrów z dnia 22 czerwca 2004 roku jako Państwowa Wyższa Szkoła Informatyki i Przedsiębiorczości w Łomży. Pierwszym rektorem został prof. Kazimierz Pieńkowski. 1 września 2017 roku dokonano zmian w strukturze uczelni przekształcając siedem instytutów w trzy wydziały – Nauk Społecznych i Humanistycznych, Nauk o Zdrowiu, Informatyki i Nauk o Żywności. Obecnie na Akademii Łomżyńskiej funkcjonują cztery wydziały. 1 marca 2022 roku uczelnia przyjęła nazwę Akademia Nauk Stosowanych w Łomży, a 1 czerwca 2023, po uzyskaniu kategorii naukowej B+ oraz uprawnień do nadawania stopni doktora i doktora habilitowanego w dyscyplinie nauki prawne, zmieniła nazwę na Akademia Łomżyńska.

## Władze Uczelni
- Rektor – dr hab. Dariusz Surowik, prof. AŁ
- Prorektor ds. Dydaktyki i Spraw Studenckich – dr Izabela Sekścińska
- Prorektor ds. Nauki i Współpracy z Zagranicą – dr hab. Sylwia Chojnowska, prof. AŁ
- Kwestor – mgr Iwona Wiśniewska[4]

## Kierunki kształcenia
Aktualnie AŁ oferuje możliwość kształcenia na siedemnastu kierunkach studiów pierwszego (studia licencjackie i inżynierskie) i drugiego stopnia (studia magisterskie) oraz jednolitych magisterskich w ramach czterech wydziałów.
- Wydział Nauk Informatyczno-Technologicznych
  - Informatyka
  - Logistyka
  - Mechatronika
  - Automatyka i Robotyka
  - Bezpieczeństwo i Certyfikacja żywności
  - Technologia żywności i Żywienie człowieka

- Wydział Nauk Społecznych i Humanistycznych
  - Zarządzanie
  - Praca socjalna
  - Filologia: filologia angielska
  - Pedagogika

- Wydział Prawa i Administracji
  - Administracja
  - Prawo

- Wydział Nauk o Zdrowiu
  - Pielęgniarstwo
  - Kosmetologia
  - Dietetyka
  - Fizjoterapia
  - Wychowanie fizyczne